# Les diamants sont éternels (film)
Pour les articles homonymes, voir Les diamants sont éternels.
Série
Au service secret de Sa Majesté
(1969) Vivre et laisser mourir
(1973)
Pour plus de détails, voir Fiche technique et Distribution.
Les diamants sont éternels (Diamonds Are Forever) est un film d'espionnage britannique réalisé par Guy Hamilton sorti en 1971.
Sean Connery y reprend le rôle de James Bond après l'interprétation de George Lazenby dans Au service secret de Sa Majesté (1969) de Peter Hunt.
Septième volet de la série des films de James Bond produite par Harry Saltzman et Albert R. Broccoli via EON Productions, le film s'inspire librement du roman Les diamants sont éternels (1956) de Ian Fleming, également connu en France sous le titre Chauds les glaçons !
C'est la dernière participation de Connery à un film d'EON Productions. Il ne reprendra le rôle de Bond qu'en 1983 dans Jamais plus jamais d'Irvin Kershner, une nouvelle adaptation du roman Opération Tonnerre (1961) produite par Kevin McClory et distribuée par Warner Bros.. 

## Synopsis
James Bond fait le tour du monde pour localiser Ernst Stavro Blofeld. L'espion britannique parvient à le retrouver, tue deux de ses gardes et un homme qui trempait dans de la boue, neutralise Blofeld et le jette dans une mare bouillante, croyant l'avoir tué.

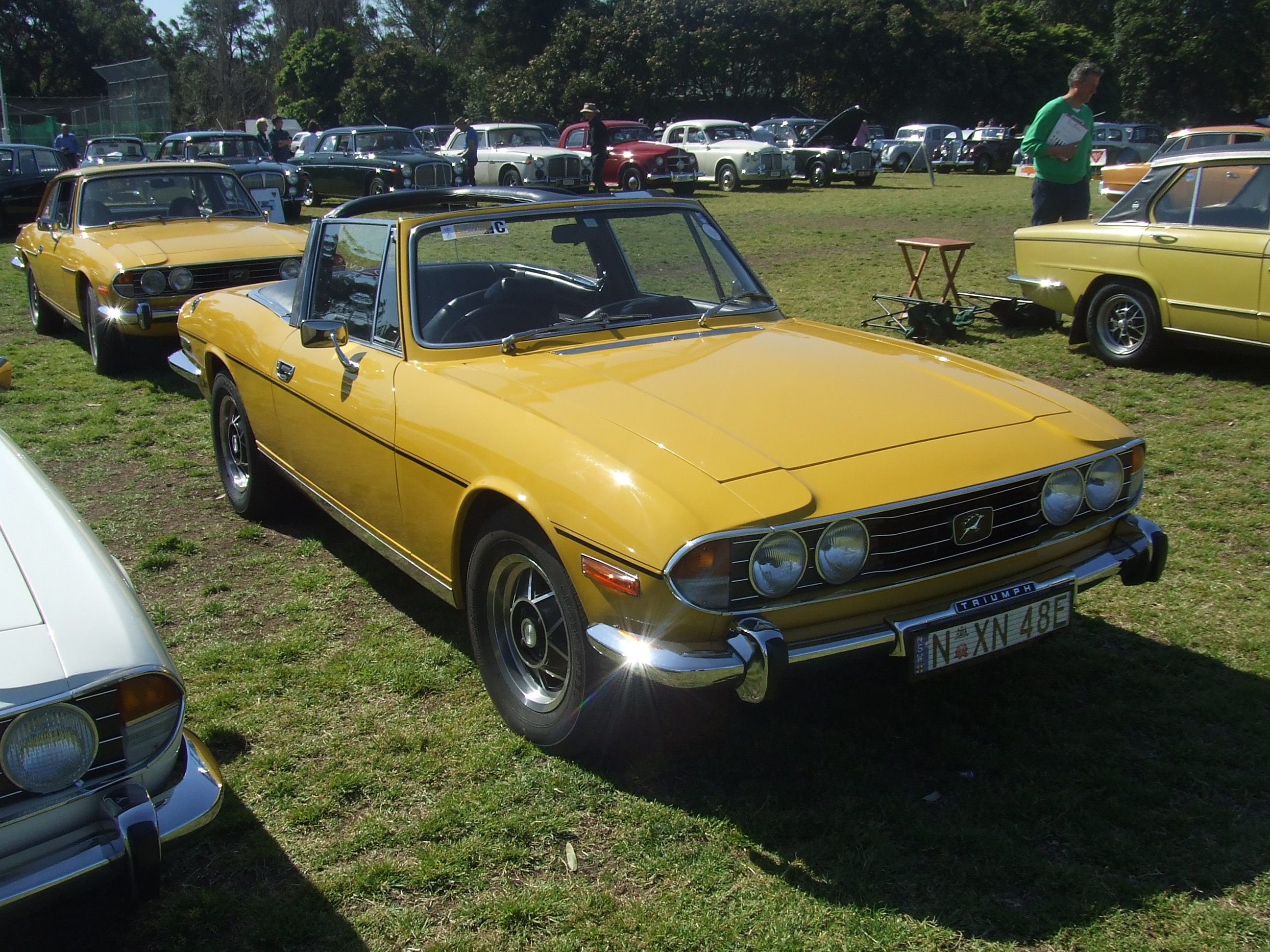
La Triumph Stag de Peter Franks.

James Bond retourne en Angleterre et apprend par Sir Donald Munger que d'énormes quantités de diamants sud-africains disparaissent mais n'ont pas été vendus sur le marché. Suspectant que les pierres sont stockées pour faire baisser les prix, Bond prend l'identité d'un trafiquant de diamants professionnel, Peter Franks, pour infiltrer l'opération de contrebande et découvrir qui sont les stockeurs. Entretemps l'organisation de trafic de diamant est petit à petit démantelée par le duo d'assassin M. Kidd et M. Wint. Arrivé aux Pays-Bas, il rencontre une certaine Tiffany Case qui lui demande de convoyer avec elle 50 000 carats de diamants vers les États-Unis. Mais le vrai Peter Franks s'est échappé, Bond arrive à le stopper avant sa rencontre avec Tiffany. Bond lui fait croire que le cadavre de Franks est celui de James Bond puis part avec elle et les diamants cachés dans le cercueil de Franks pour Los Angeles. M. Kidd et M. Wint sont aussi du voyage.

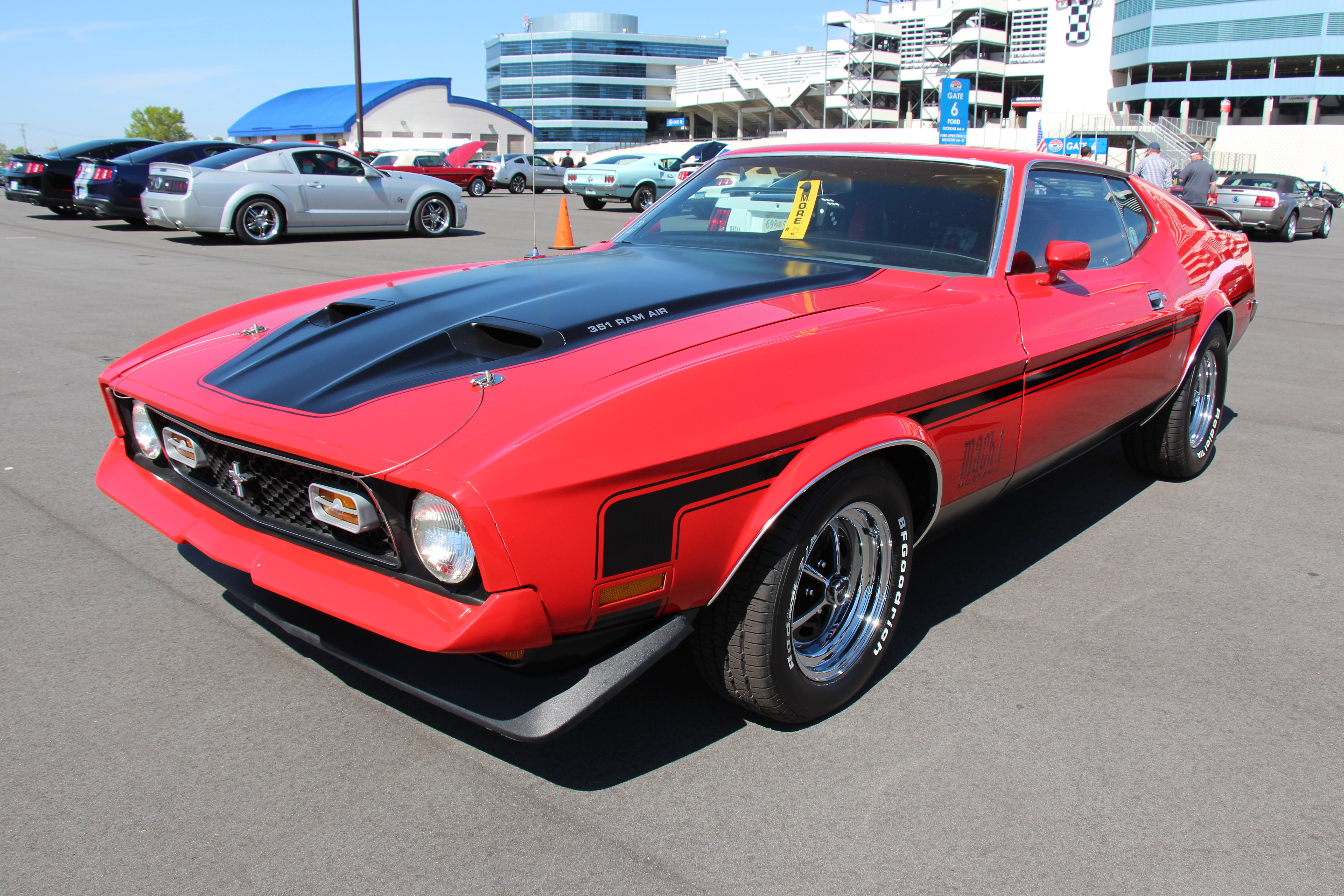
La Ford Mustang Mach 1 louée par Bond à Las Vegas.

À Los Angeles, le cercueil est confié à Bond par Felix Leiter qui « arrange » le passage aux douanes. Bond et le cercueil sont transférés en corbillard vers un crématorium de Las Vegas. Là, Bond récupère les diamants avant de se faire assommer puis enfermer dans un cercueil sur le point d'être brûlé. Il est sauvé par les propriétaires du crématorium réclamant les vrais diamants, James leur donne simplement l'adresse de son hôtel. Au casino de l'hôtel, Bond retrouve la piste d'un homme de main du propriétaire, Shady Tree, qui officie comme humoriste, mais celui-ci est tué à son tour par les deux tueurs dans sa loge, alors que l'organisation n'a pas réussi à récupérer les diamants.
Néanmoins, James rencontre Abondance Delaqueue sur une table de jeu. Ils se font agresser dans la chambre de Bond et Delaqueue est jetée dans la piscine de leur hôtel. Les agresseurs s'enfuient et Bond se retrouve alors seul avec Case qui l'attendait dans son lit. Le lendemain, aidée par Bond, Tiffany récupère les vrais diamants dans le casino, mais prend la fuite, étant effrayée d'être prise en filature par des hommes de Felix Leiter. Bond l'attend chez elle où se trouve le corps sans vie d'Abondance Delaqueue dans sa piscine, tuée par erreur par l'organisation de Willard White qui l'avait confondu avec Tiffany. Bond demande à Tiffany où elle a caché les diamants.

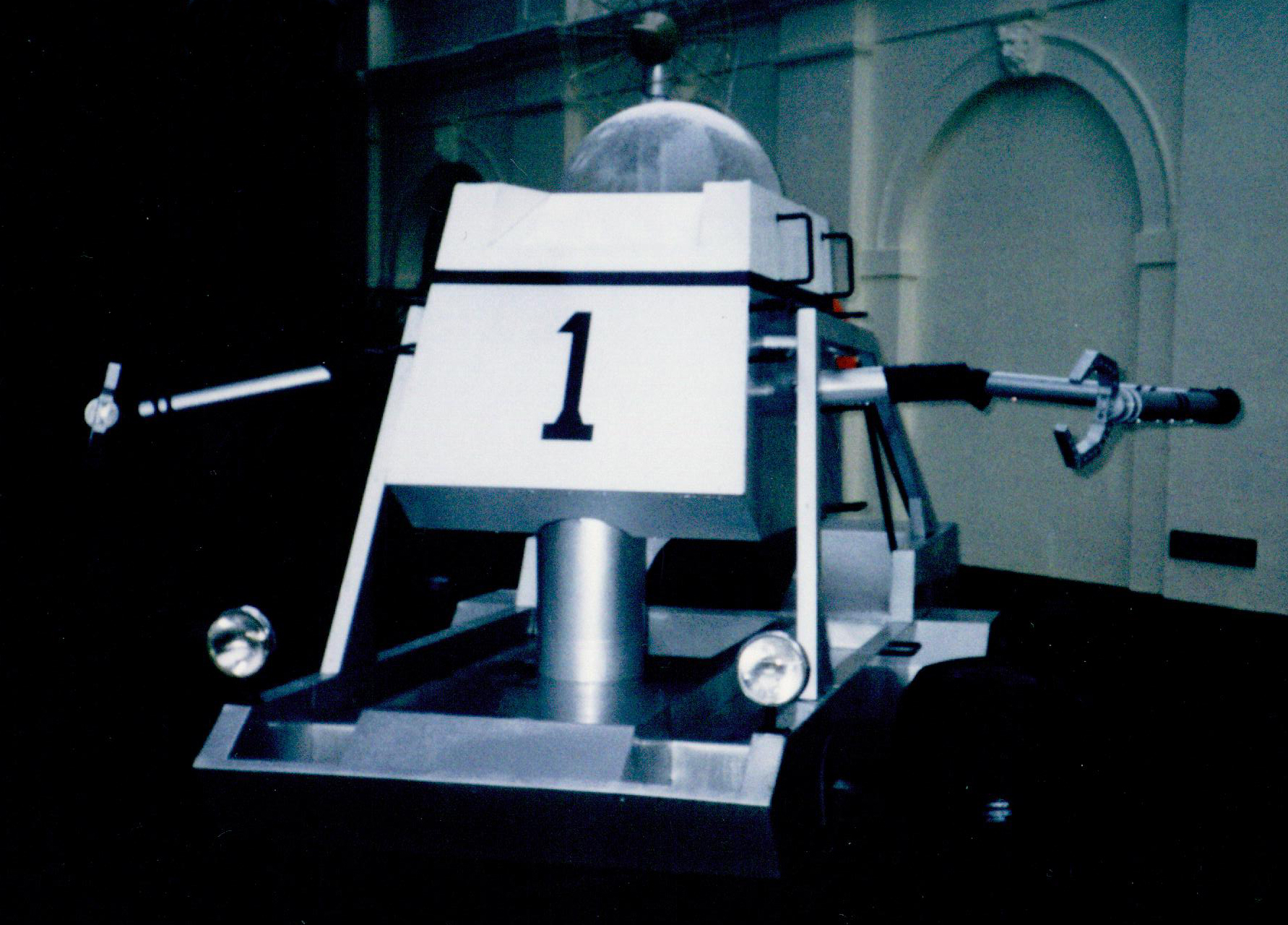
Le véhicule lunaire développé par Willard White.

Bond remonte finalement la piste des diamants qui va dans le désert jusqu'à un laboratoire spatial appartenant à Tectronics une société de Willard White. Découvrant que les diamants sont utilisés pour fabriquer un engin spatial, il se fait repérer en tant qu'espion et s'échappe en empruntant un véhicule lunaire, semant finalement les trois motards qui le poursuivaient. En revenant à Las Vegas, il se retrouve poursuivi par la police locale à la solde de Willard White, qu'il sème en leur provoquant des accidents.
Le soir, James et Tiffany louent une chambre dans une suite de l'hôtel de Willard White. Felix intervient pour inciter Bond à ne pas sortir de sa chambre, Willard White étant intouchable pour les autorités américaines. James sort par la fenêtre et grimpe l'immeuble pour atteindre les appartements de Willard White. Une fois arrivé en haut, il est fait prisonnier par le SPECTRE, et il découvre que Blofeld a survécu grâce à la chirurgie esthétique : Bond a en fait tué un homme dont le visage a été refait pour qu'on le confonde avec le chef du SPECTRE. Il tue un autre double de Blofeld, mais pas le bon. Bond est endormi et confié à M. Kidd et M. Wint qui l'emprisonnent dans un pipe-line.

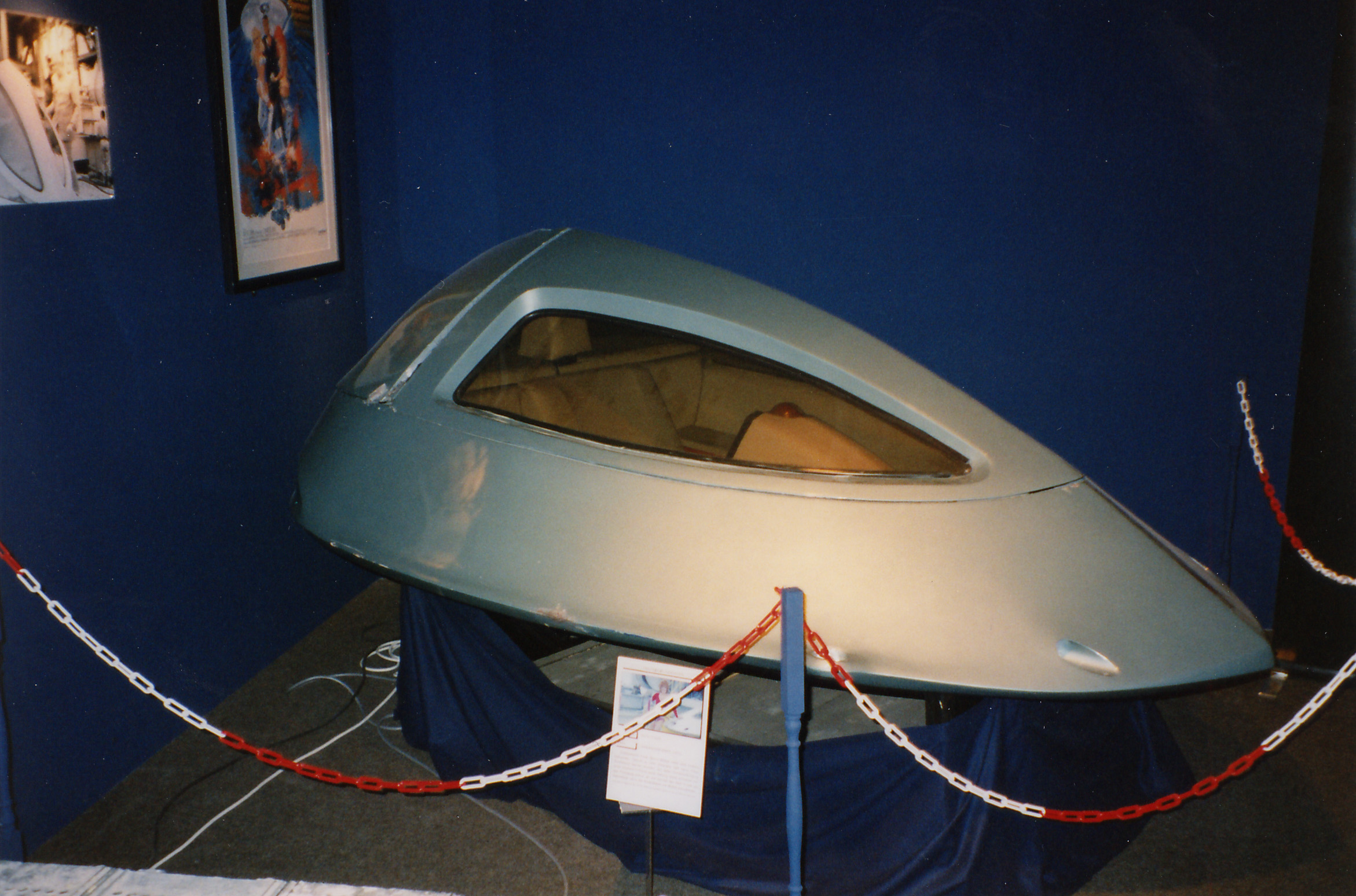
Le sous-marin de poche de Blofeld.

Il s'en sort et avec l'aide de Leiter, retrouve Willard White qui était emprisonné dans sa propre villa. C'est maintenant que s'applique le plan de Blofeld : utiliser les diamants produisant un puissant rayon laser dans l'espace pour détruire les armes nucléaires partout dans le monde. Malgré l'ordre d'arrêt de White, le satellite est mis en orbite et est maintenant opérationnel, Blofeld détruit plusieurs sites de lancement de missile nucléaire et demande une rançon. Bond découvre avec White que la base du SPECTRE est cachée dans une plate-forme pétrolière au large de Baja. Avec l'aide de Case, qui aura changé de camp durant tout le film ou presque, il détruit la cassette de commande du satellite, échappe au SPECTRE et malmène Blofeld dans son mini sous-marin. Il s'en suivra des séquelles qui rendront Blofeld hémiplégique.
La base semble détruite et le satellite mis hors d'état de nuire. Lors du voyage retour en navire de croisière, Bond tue finalement les deux derniers sbires de Blofeld, Wint et Kidd, en les jetant à la mer depuis le bateau alors qu'ils essayaient de les supprimer, lui et Case.

## Fiche technique
- Titre français : Les diamants sont éternels
- Titre original : Diamonds Are Forever
- Réalisation : Guy Hamilton
- Scénario : Richard Maibaum et Tom Mankiewicz, d'après le roman Les diamants sont éternels de Ian Fleming
- Musique : John Barry ; chanson interprétée par Shirley Bassey
- Photographie : Ted Moore
- Montage : Bert Bates et John W. Holmes
- Décors : Ken Adam
- Costumes : Elsa Fennell, Ted Tetrick, Donfeld pour les robes de Jill St John
- Production : Harry Saltzman et Albert R. Broccoli
- Sociétés de production : EON Productions et Danjaq
- Société de distribution : United Artists
- Budget : 7 200 000 $
- Pays de production :  Royaume-Uni,  États-Unis
- Langues originales de tournage : anglais et allemand
- Format : couleur par Technicolor — 35 mm — 2.35:1 Panavision — son monophonique
- Genre : espionnage, action
- Durée : 120 minutes
- Dates de sortie[2] :
  - États-Unis : 17 décembre 1971 (première mondiale à New York)
  - France : 20 décembre 1971
  - Royaume-Uni : 30 décembre 1971
- Affiche : Bill Gold (États-Unis)

## Distribution

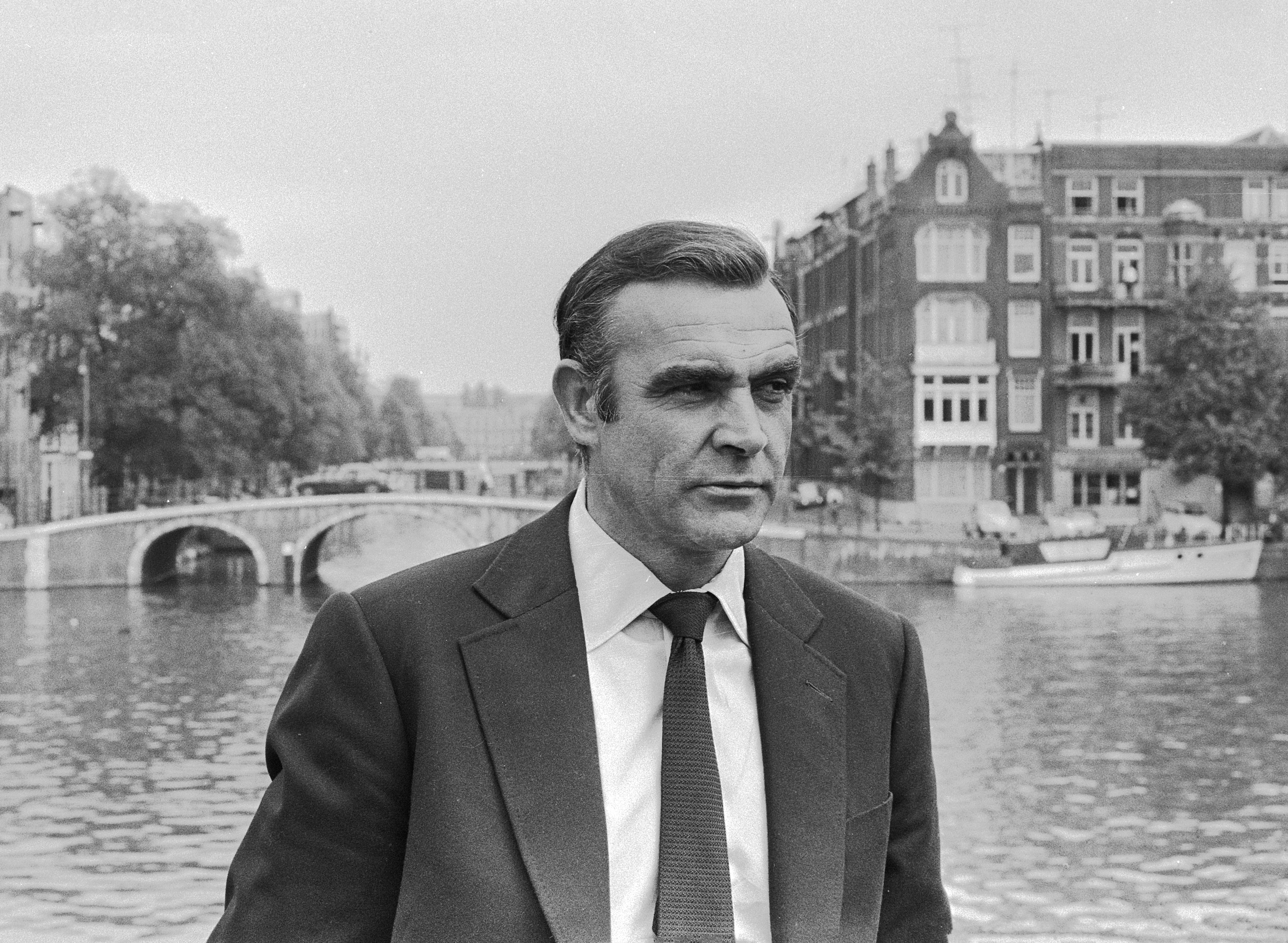
Sean Connery en tournage à Amsterdam.

Sources et légendes : Version française (VF) sur AlloDoublage
- Sean Connery (VF : Jean-Pierre Duclos[4]) : James Bond
- Jill St John (VF : Sylviane Mathieu) : Tiffany Case, trafiquante de diamants
- Charles Gray (VF : René Bériard) : Ernst Stavro Blofeld, no 1 du SPECTRE
- Lois Maxwell (VF : Paule Emanuele) : Miss Moneypenny
- Bernard Lee (VF : Serge Nadaud) : « M »
- Desmond Llewelyn (VF : Georges Hubert) : « Q »
- Norman Burton (VF : William Sabatier[5]) : Felix Leiter
- Laurence Naismith (VF : Jean-François Laley) : sir Donald Munger, expert en diamants pour le MI6
- Burt Metcalfe : Maxwell, secrétaire de sir Munger (non crédité)
- Bruce Glover (VF : Philippe Mareuil) : M. Wint, tueur du SPECTRE
- Putter Smith (VF : Albert Médina) : M. Kidd, tueur du SPECTRE
- Henry Rowland (en) : Dr Tynan, dentiste d'une mine de diamants sud-africaine
- Margaret Lacey (en) : Mlle Whistler, institutrice d'un orphelinat africain
- Brinsley Forde : Joshua, assistant de Mlle Whistler (non crédité)
- Joe Robinson (VF : Jean Lagache) : Peter Franks, passeur dont l'identité est usurpée par Bond à  Amsterdam
- David Bauer (en) (VF : Louis Arbessier) : Morton Slumber, propriétaire d'un crématorium au Névada
- Marc Lawrence : un chauffeur de Slumber
- Sid Haig : un employé de Slumber
- Jimmy Dean (VF : Francis Lax) : Willard Whyte, magnat texan vivant reclus
- Lola Larson : Bambi, garde du corps de Whyte  (non créditée)[6]
- Trina Parks (VF : Claudie Chazel) : Perle noire (Thumper en VO), garde du corps de Whyte (non créditée)
- Bruce Cabot (VF : Claude Bertrand) : Albert R. « Bert » Saxby, directeur du Whyte House, casino de Whyte à Las Vegas
- Leonard Barr (en) : Shady Tree, acteur de stand-up du casino
- Lana Wood (VF : Francine Lainé) : Abondance Delaqueue (Plenty O'Toole en VO), cliente du casino[7]
- Joseph Furst (en) (VF : Georges Atlas) : Pr Dr Metz, expert en laser de Whyte Tectronics, entreprise spatiale de Whyte
- Ed Bishop (VF : Jean-Pierre Dorat) : Klaus Hergersheimer, employé de la section G de Whyte Tectronics (non crédité)
- Shane Rimmer : Tom, administrateur de Whyte Tectronics (non crédité)
- David Healy (VF : Michel Gudin) : un contrôleur de vol de Whyte Tectronics (non crédité)
- Keinosuke Enoeda (en) : un agent du SPECTRE au Japon (pré-générique ; non crédité)
- Denise Perrier (VF : Martine Messager) : Marie, agente du SPECTRE sur la Côte d'Azur (pré-générique ; non créditée)

## Lieux de l'action
- Japon, Tokyo (pré-générique)
- Égypte, Le Caire (pré-générique)
- France, Antibes (pré-générique) (Marie)
- Angleterre
  - Londres
  - Douvres, Kent
- Afrique du Sud (mines de diamants)
- Pays-Bas, Amsterdam
- États-Unis
  - Los Angeles,  Californie
  - Las Vegas,  Nevada
  -  Dakota du Nord (centre aérien)
- République populaire de Chine (base attaquée par le satellite)
- Mexique, Baja California (péninsule de Basse-Californie)

## Production

### Genèse du projet et écriture
Alors que Au service secret de Sa Majesté était en post-production, le scénariste Richard Maibaum s'est lancé dans l'écriture de plusieurs versions de Les diamants sont éternels qui ne s'inspiraient pas vraiment du roman de Ian Fleming, mais qui avaient plutôt pour intrigue Bond vengeant la mort de sa femme Tracy. Les personnages d'Irma Bunt et de Marc-Ange Draco devaient revenir, tout comme la chanson de Louis Armstrong We Have All the Time in the World pour rappeler la mort de Tracy,,. Blofeld devait également faire son retour, avec un plan impliquant des diamants synthétiques.
À la suite de cela, Maibaum a ajouté un nouveau méchant à l'intrigue en plus de Blofeld : le frère jumeau d'Auric Goldfinger,. Dans cette version, le frère de Goldfinger était un homme d'affaires suédois armé d'un satellite laser composé de diamants, envoyé dans l'espace depuis un pétrolier. L'idée était empruntée à une première version d'Au service secret de Sa Majesté dans laquelle Ernst Stavro Blofeld devait être le frère jumeau de Goldfinger, avec le retour de Gert Fröbe.
Ces premières intrigues se déroulaient principalement dans des pays d'Asie du Sud-Est comme la Thaïlande, l'Inde ou encore la Malaisie.
Il fut décidé par la suite de modifier l'histoire, en la recentrant sur un personnage basé sur le magnat Howard Hughes, qui aurait été kidnappé par Blofeld. Le personnage se verra plus tard nommé Willard Whyte. À l'origine de cela : un rêve de Albert Broccoli dans lequel son ami proche Howard Hughes était remplacé par un imposteur. L'un des autres changements décidés fut d'abandonner les lieux en Asie pour les remplacer par Las Vegas aux États-Unis, comme dans le roman. Une course-poursuite en bateau sur le lac Mead était alors de la partie, tout comme la ville western du roman et sa locomotive,.
Le scénariste Tom Mankiewicz fut éventuellement choisi pour retravailler le script de Maibaum. Mankiewicz déclaré qu'il a été embauché parce que Broccoli voulait un scénariste américain pour travailler sur le scénario, étant donné qu'une grande partie de celui-ci se déroulait à Las Vegas, mais qu'il fallait également que ce soit quelqu'un qui comprenne aussi l'idiome britannique, car il y avait des personnages britanniques. David Picker, alors président de United Artists, avait vu la comédie musicale Georgy écrite par Mankiewicz et avait recommandé le scénariste ; il fut embauché pour une période d'essai de deux semaines et est resté pour le reste du film, ainsi que sur plusieurs films de James Bond ultérieurs. Pendant sa présence, la poursuite en buggy lunaire et la celle en voiture contre la police ont été ajoutées à l'histoire, et le final a été changé en une attaque contre une plate-forme pétrolière.
À l'origine, ce final sur la plate-forme pétrolière voyait également Blofeld s'échapper dans son mini-sous-marin, poursuivi par Bond qui était suspendu à un ballon météo. Bond finissait par rattraper son ennemi dans une mine de sel où les deux personnages avaient un combat mort, Blofeld étant tué par Bond.
Les scénaristes Stanley Price et Ronald Hardy ont également procédé à quelques réécritures non créditées.
Finalement, l'intrigue du roman Les diamants sont éternels est très peu exploitée dans le film, à l'exception de quelques personnages et de quelques scènes, dont celle où Wint et Kidd tentent de tuer Bond et Tiffany Case sur un bateau de croisière. Les deux principaux antagonistes du roman, Jack et Seraffimo Spang, n'apparaissent pas dans le film.
Le film ne fait également aucune allusion au meurtre de Tracy et au veuvage de Bond. La traque de Blofeld au début du film est inexpliquée, mais compréhensible pour ceux qui ont vu la fin du film précédent.
Pour retrouver la formule qui avait fait le succès de Goldfinger (1964), Guy Hamilton fut rappelé à la réalisation.

### Attribution des rôles

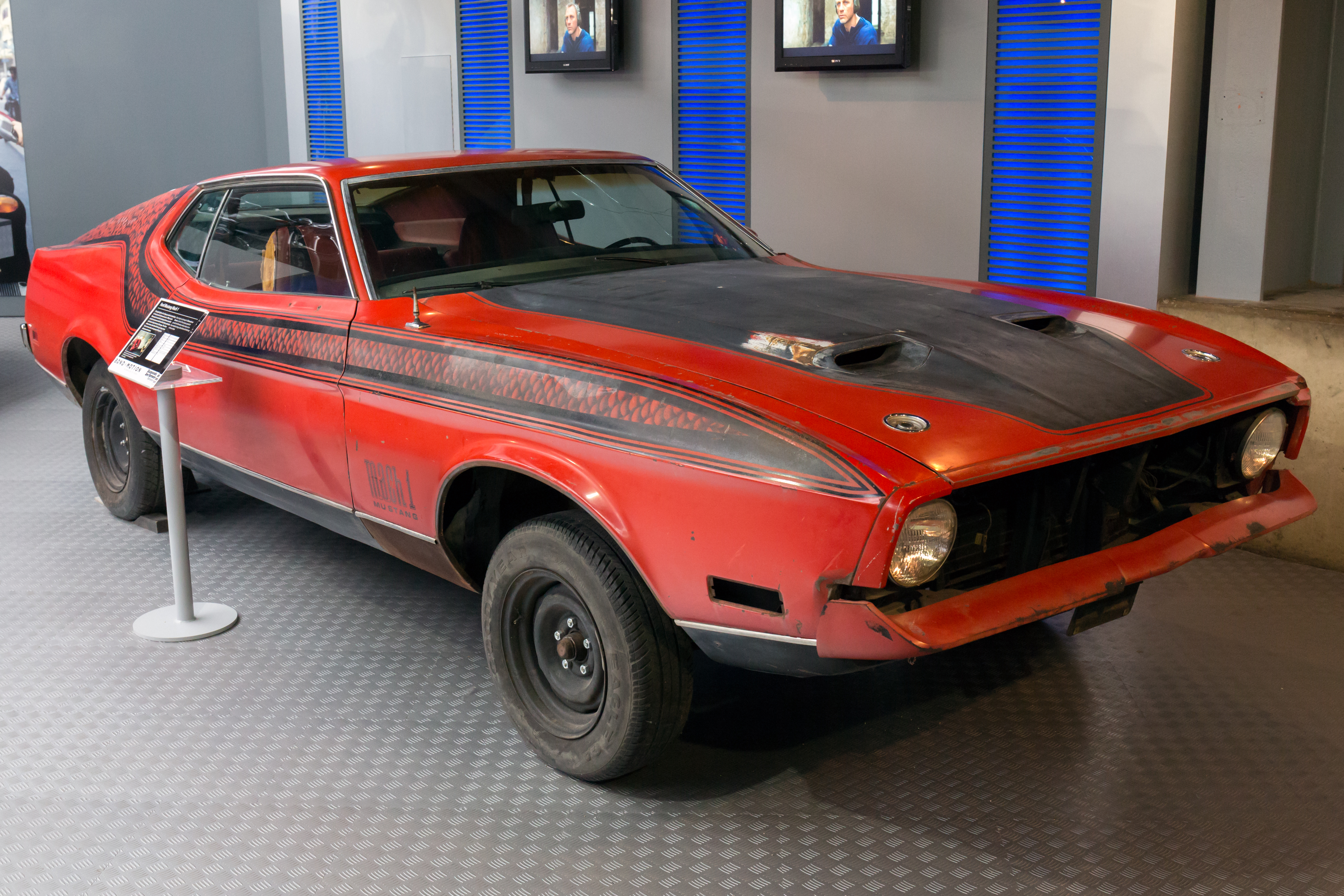
Une des huit Ford Mustang Mach 1 fournies par Ford pour les besoins du tournage.

Le joueur de rugby Roger Green fut envisagé et passa un test, qui ne s'avéra pas concluant. 
Tous les comédiens américains contactés par les producteurs pour succéder à George Lazenby ont refusé : Burt Reynolds, Adam West, Clint Eastwood.
John Gavin — acteur américain qui avait joué le rôle d'OSS 117 dans Pas de roses pour OSS 117 (1968) d'André Hunebelle — fut alors engagé. Il toucha l'intégralité de son cachet sans tourner le film.
Mais il fut vite remplacé par Sean Connery, convaincu par David V. Picker de United Artists de reprendre le rôle. Connery versera l'intégralité de son salaire au Scottish International Education Trust après la sortie du film.
Raquel Welch, Jane Fonda et Faye Dunaway[réf. nécessaire] ont été envisagées pour le rôle de Tiffany Case, première James Bond girl américaine  de la série des films de Bond. Guy Hamilton choisit  Jill St John après qu'un ami d'Albert R. Broccoli l'eut suggérée pour un petit rôle. 
Charles Gray, qui interprète le rôle de Blofeld, était apparu sous les traits de Dikko Henderson, un agent du MI6 qui accueille Bond à Tokyo, dans On ne vit que deux fois (1967) de Lewis Gilbert.
Shane Rimmer, qui joue le rôle de l'administrateur de Whyte Tectronics, apparaît aussi dans On ne vit que deux fois : c'est un technicien de la NASA lors de la scène d'ouverture, quand le satellite américain est capturé. Il tournera à nouveau avec Gilbert comme commandant de sous-marin américain dans L'Espion qui m'aimait (1977).

### Tournage

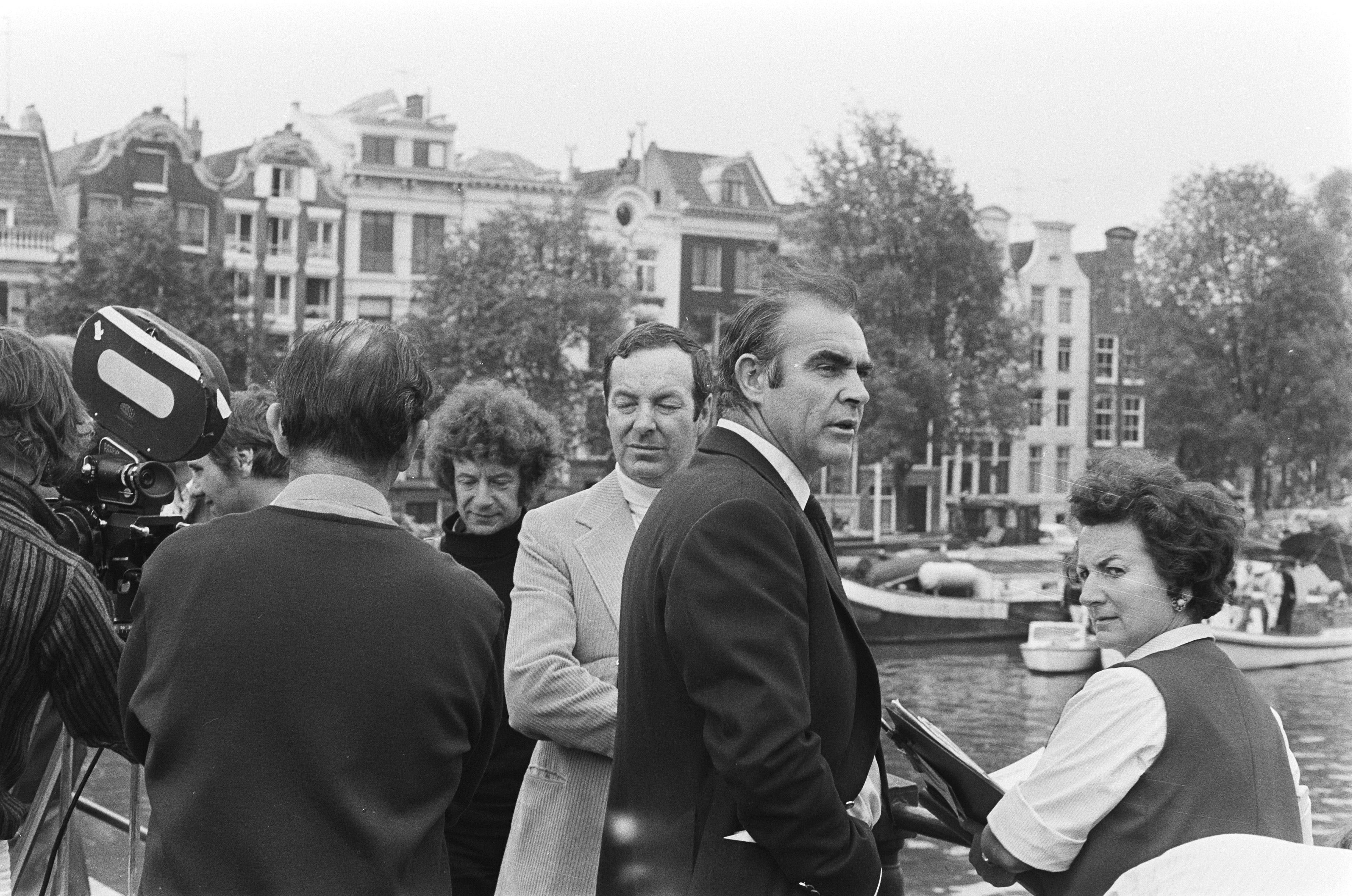
Sean Connery sur le plateau à Amsterdam, devant le réalisateur Guy Hamilton.

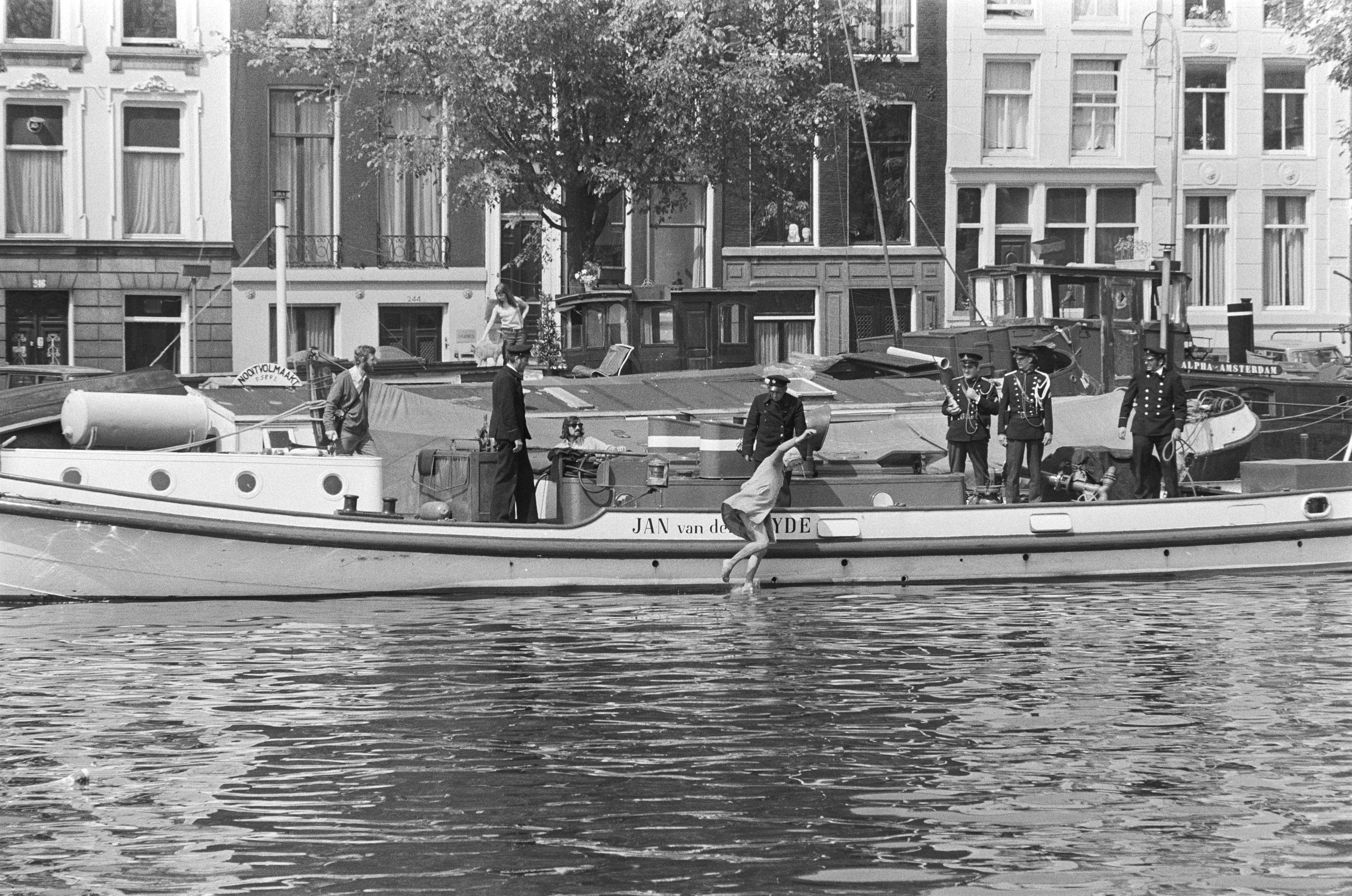
Préparation de la scène du meurtre de Mlle Whistler. Tournage à Amsterdam.

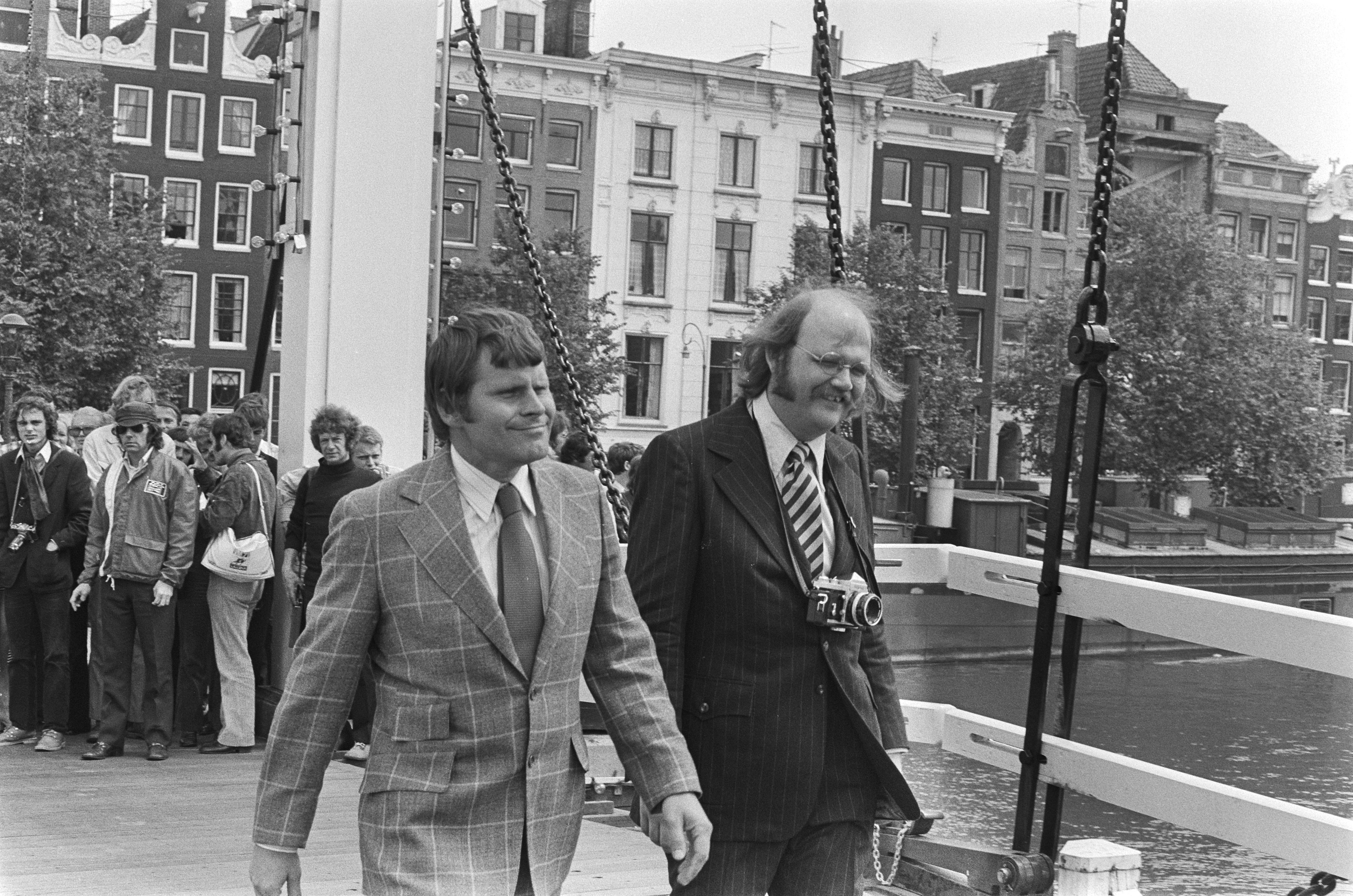
Les deux tueurs du SPECTRE. Tournage à Amsterdam.

Le tournage a eu lieu du 5 avril au 7 septembre 1971. Bond opère en Angleterre, aux Pays-Bas et retourne aux États-Unis après Goldfinger (1964). D'autres scènes sont tournées en France et en Allemagne de l'Ouest.
Lieux de tournage, :
- Angleterre
  - Pinewood Studios
  - Port de Douvres, Kent
  - Chatham, Kent
  - Newport Pagnell, Buckinghamshire
  - Southampton, Hampshire
- États-Unis
  - Las Vegas,  Nevada
    - Mortuaire Palm au Grand Chemin Boulder
    - Cimitière Palm au Centre-Ville
    - Las Vegas Strip
    - Fremont Street Experience
    - International Las Vegas Hotel
    - Tropicana Las Vegas Hotel
    - Dunes Hotel
    - Riviera Las Vegas Hotel
    - Circus Circus Las Vegas Hotel

  - Black Rock Desert,  Nevada
  - Paradise,  Nevada
  - Palm Springs,  Californie
  - Aéroport international de Los Angeles,  Californie
  - Oceanside,  Californie
- Pays-Bas
  - Amsterdam
- France
  - Plage d'Eden Roc au cap d'Antibes, Alpes-Maritimes
- Allemagne de l'Ouest
  - Hangars de la Lufthansa à l'Aéroport de Francfort-sur-le-Main,  Hesse

## Bande originale
Bandes originales James Bond
Au service secret de Sa Majesté
(1969) Vivre et laisser mourir
(1973)

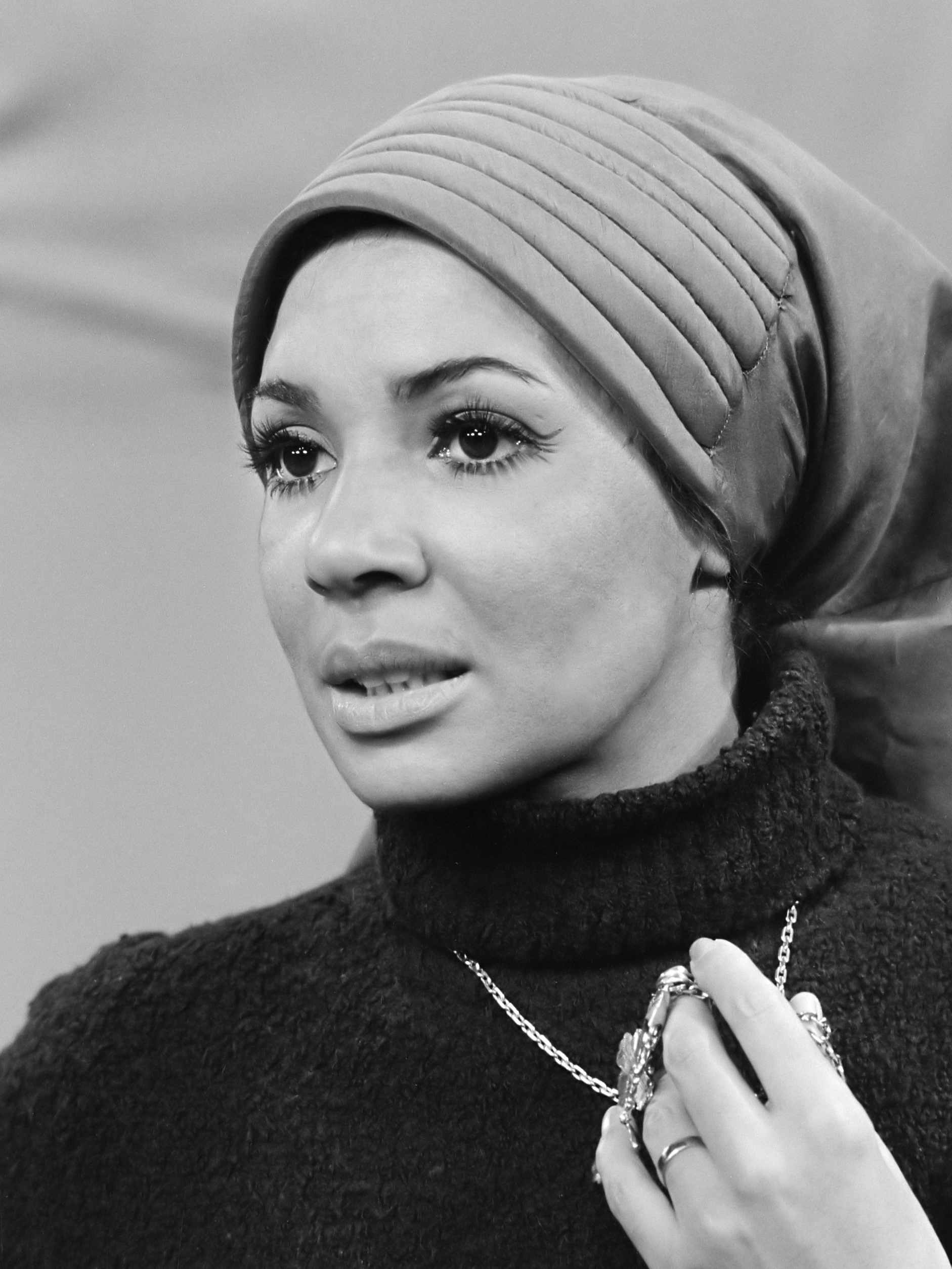
Shirley Bassey en 1971.

John Barry compose sa 6e bande originale d'un film James Bond. Plusieurs compositions de John Barry (Bond Meets Bambi and Thumper, To Hell with Blofeld, Gunbarrel and Manhunt et Mr. Wint and Mr. Kidd/Bond to Holland) contiennent le fameux James Bond Theme composé par Monty Norman pour James Bond 007 contre Dr. No. John Barry réutilise également son thème 007 dans le titre To Hell with Blofeld.
Shirley Bassey interprète à nouveau la chanson-titre du générique, après Goldfinger. Diamonds Are Forever est écrite par Don Black et composée par John Barry. Shirley Bassey interprète également la version italienne, intitulée Una Cascata di Diamanti (Vivo Di Diamanti). La chanson a été maintes fois reprise, notamment par David McAlmont ou les Arctic Monkeys. Elle a également été samplée pour les titres Sexy Lady de Yung Berg, Diamonds from Sierra Leone de Kanye West, ou encore Psychology de Dead prez.
Liste des titres
1. Diamonds Are Forever (Main Title) – Shirley Bassey
2. Bond Meets Bambi and Thumper
3. Moon Buggy Ride
4. Circus, Circus
5. Death at the Whyte House
6. Diamonds Are Forever (Source Instrumental)
7. Diamonds Are Forever (Bond and Tiffany)
8. Bond Smells a Rat
9. Tiffany Case
10. 007 and Counting
11. Q's Trick
12. To Hell with Blofeld
Titres bonus ajoutés pour la remasterisation en CD en 2003
13. Gunbarrel and Manhunt
14. Mr. Wint and Mr. Kidd/Bond to Holland
15. Peter Franks
16. Airport Source/On the Road
17. Slumber, Inc.
18. The Whyte House
19. Plenty, Then Tiffany
20. Following the Diamonds
21. Additional and Alternate Cues

## Accueil
Les diamants sont éternels est sorti le 14 décembre 1971. Il a rapporté au total 116 millions de dollars dont quarante-trois millions aux États-Unis.

## Distinctions
- Oscars 1972 : nomination à l'Oscar du meilleur mixage de son[25]
- Goldene Leinwand 1973 pour United Artists

## Autour du film

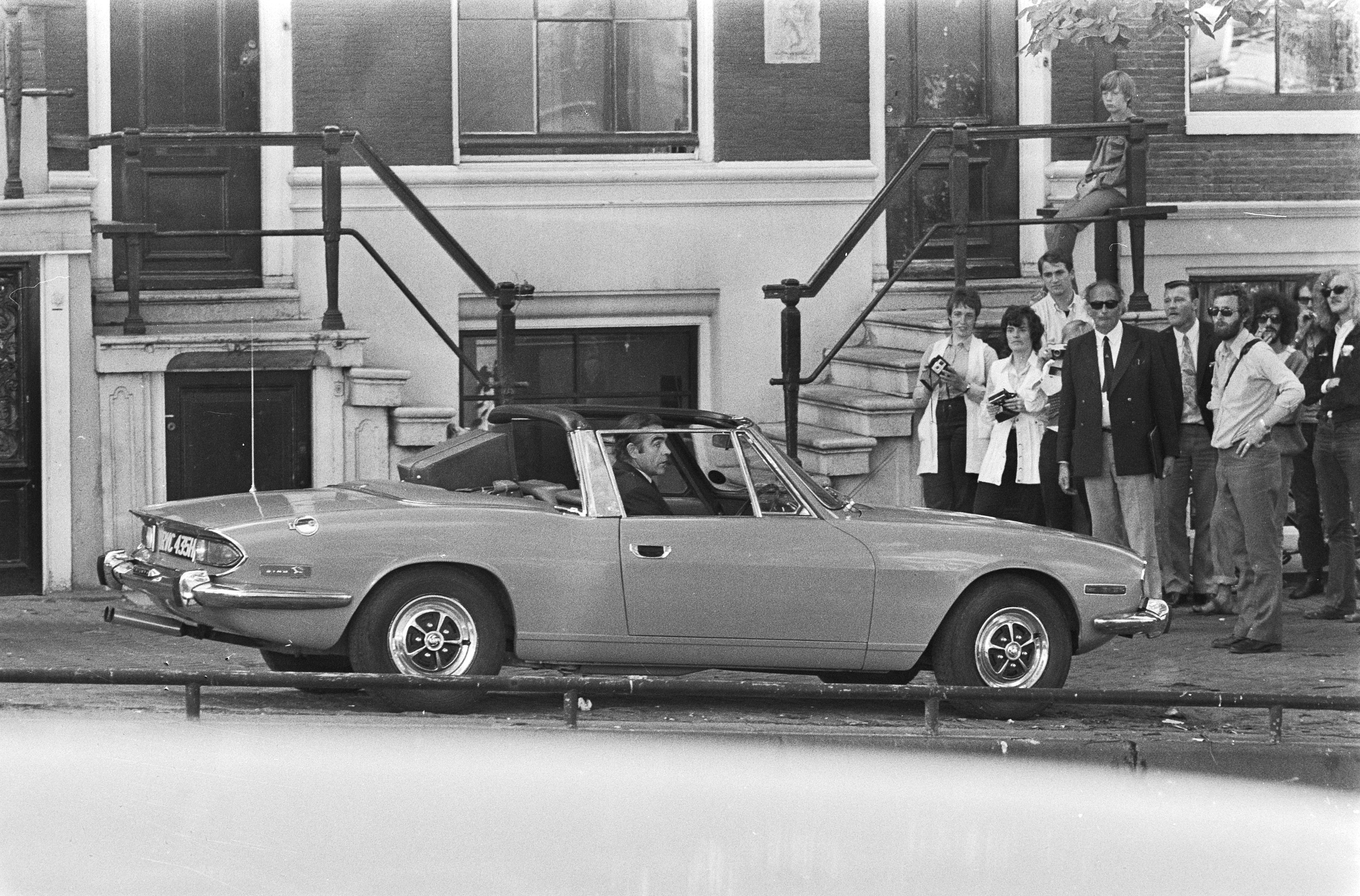
Tournage du film.

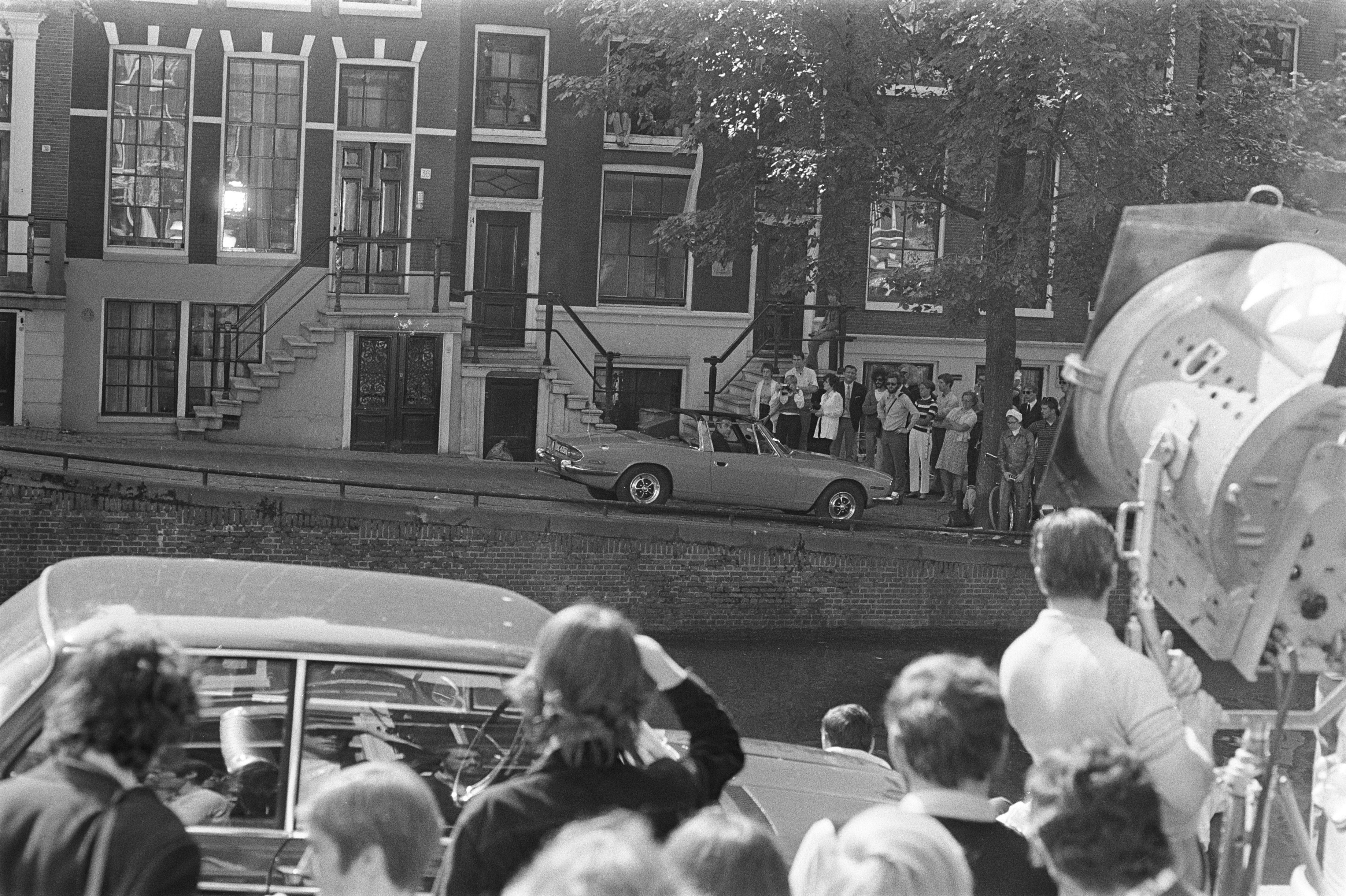
Tournage du film.

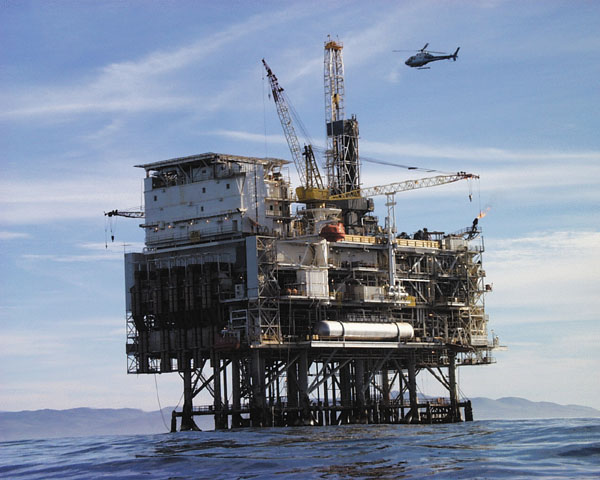
Une plate-forme pétrolière.

- Richard Maibaum, scénariste du film, eut au départ l'idée d'un gredin qui s'emparait de sous-marins au moyen d'un superpétrolier modifié. Cette intrigue refera surface six ans plus tard dans L'Espion qui m'aimait (1977).
- Dans une des premières versions du scénario, l'acteur allemand Gert Fröbe devait revenir en jumeau de Goldfinger, acharné à venger la mort de son frère survenue dans le film du même nom.
- Dans une autre version de l'assassinat par Wint et Kidd du dentiste trafiquant de diamants, Mr. Wint introduit le scorpion non dans le dos de la victime mais dans sa bouche. Cette scène, jugée trop horrible pour un film de James Bond, ne fut jamais utilisée.
- Jimmy Dean, qui joue le milliardaire reclus Willard Whyte, obtint la première place des hit-parades avec la chanson Big Bad John, en 1961. Huit ans plus tard, il fonda la société Jimmy Dean Pure Pork Sausage, et devint célèbre aux États-Unis en tant que « roi de la saucisse ».
- Malgré le soutien du magnat de Las Vegas Howard Hughes, les autres propriétaires de casinos ne permirent à l'équipe de tourner dans leurs salles de jeux qu'entre 3 heures et 6 heures du matin.
- L'agent de Lois Maxwell négocia pour elle un avantage annexe : elle pourrait conserver sa garde-robe. Mais Moneypenny n'apparaît que dans une seule scène... en uniforme d'agent des douanes britanniques !
- Fait sans précédent : dans Les diamants sont éternels, Bond n'a qu'une seule partenaire sexuelle. Abondance Delaqueue parvient jusqu'à la chambre de 007 à Las Vegas avant d'être défenestrée par des gangsters et de se retrouver dans la piscine. Seule Tiffany Case partage le lit de Bond.
- Lana Wood (Abondance Delaqueue) dut se jucher sur une caisse pendant certaines de ses scènes avec Sean Connery : elle mesurait 30 cm de moins que l'acteur.
- Le trafiquant de diamants Shady Tree est interprété par un pro du one-man-show burlesque, Leonard Barr, oncle de Dean Martin, légendaire membre de la « Bande de Rats » (The Rat Pack) de Frank Sinatra.
- Le légendaire Sammy Davis, Jr., membre de la fameuse bande de Sinatra et consorts, devait faire une apparition dans Les diamants sont éternels, mais la scène dans laquelle il joue à la roulette fut finalement coupée au montage.
- Bond est certes séparé de son Aston Martin dans ce film, mais l'usine Aston de Newport Pagnell y apparaît néanmoins : elle fait office de laboratoire de « Q ».
- On attribue parfois à la cascadeuse Donna Garrett le personnage de Bambi. Or, si elle fut choisie à l'origine pour ce rôle, c'est finalement la gymnaste américaine Lola Larson qui apparut à l'écran. Donna Garrett doubla Tiffany Case lors de la cascade de la Ford Mustang sur deux roues dans la ruelle de Las Vegas.
- La boue brûlante avec laquelle Bond tue l'un des clones de Blofeld était de la purée de pommes de terre. Après une journée sous les projecteurs, elle commençait à dégager une odeur plutôt nauséabonde !
- La demeure où Willard Whyte est séquestré par Bambi et Perle Noire a tout d'un décor typiquement « bondien » de Ken Adam, mais il s'agit d'une véritable maison de Palm Springs (la Elrod House), conçue par l'architecte futuriste John Lautner[26].
- Ken Adam s'inspira pour les toilettes du « penthouse » de Whyte d'une anecdote relatée par Cubby Broccoli : « Cubby se souvenait que Howard Hughes tenait bon nombre de ses conférences d'affaires aux WC », se rappelle Adam.
- Le Waterbed de Bond à Las Vegas contenait de véritables poissons tropicaux ; hélas, la veille du tournage, le chauffage de l'aquarium fut accidentellement coupé, ce qui entraîna la mort de la plupart des poissons. Ils furent placés sur de la glace. « Pour les prises de vue, nous avions des poissons morts, congelés », se souvient Adam.
- La plate-forme pétrolière utilisée pour la conclusion du film fut louée au prix de 40 000 $ par jour. Peinte aux couleurs de la firme de Willard Whyte, elle fut ensuite remorquée au large de la côte californienne pour les besoins de la pyrotechnie.
- En 2004, la jeep lunaire du film fut adjugée pour l'équivalent d'environ 36 000 $ lors d'une vente aux enchères. Elle est actuellement exposée au restaurant Planet Hollywood de Las Vegas.
- Ce fut le dernier film dans lequel joua Bruce Cabot (il incarne en 1933 le héros du King Kong original).

## Clins d’œil
- Juste après le générique de début, M dit à Bond :  Nos services fonctionnent aussi durant votre absence , Bond étant supposé être parti en vacances. C'est une allusion à l'absence de l'acteur dans le film précédent.
- Lors d'une séquence à Las Vegas où figure le directeur d’hôtel Bert Saxby, on peut lire sur la plaque de son bureau : Albert R. Saxby. Un clin d’œil référentiel au nom du producteur, Albert R. Broccoli.
- Lorsque Sean Connery prend la voix de Bert au téléphone, il prend également la voix de Claude Bertrand, qui n'est autre que le comédien qui prêtait sa voix à Roger Moore dans tous les James Bond. Claude Bertrand a donc, d'une certaine manière, doublé deux James Bond.
- Les surnoms des deux geôlières de Willard Whyte en version originale, « Bambi » et « Thumper » (Pan-pan), sont inspirés des personnages du long-métrage d'animation Bambi (1942) de Walt Disney.
- La fuite de Bond dans les décors de surface lunaire fait référence à la théorie de la conspiration selon laquelle les véritables alunissages étaient factices.
- Le doublage du liftier de l'hôtel d'où James Bond se trouve au-dessus de l'ascenseur, est assuré en VF par Jacques Balutin